# Friões

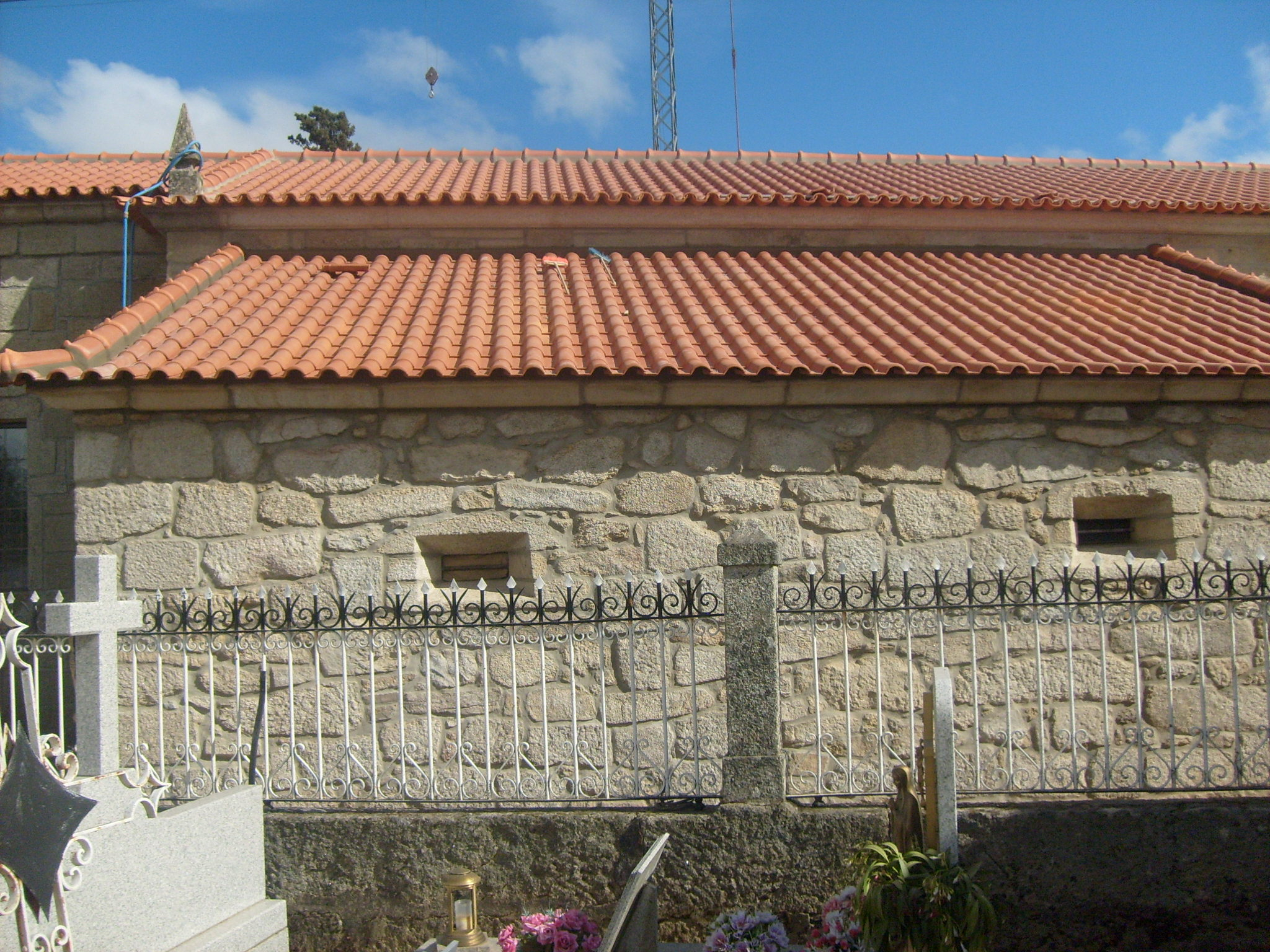

Friões é uma povoação portuguesa sede da Freguesia de Friões do Município de Valpaços, freguesia com 27,69 km² de área e 447 habitantes (censo de 2021), tendo, por isso, uma densidade populacional de 16,1 hab./km².

## Demografia
A população registada nos censos foi:
| Distribuição da População por Grupos Etários | Distribuição da População por Grupos Etários | Distribuição da População por Grupos Etários | Distribuição da População por Grupos Etários | Distribuição da População por Grupos Etários |
| -------------------------------------------- | -------------------------------------------- | -------------------------------------------- | -------------------------------------------- | -------------------------------------------- |
| Ano                                          | 0-14 Anos                                    | 15-24 Anos                                   | 25-64 Anos                                   | > 65 Anos                                    |
| 2001                                         | 68                                           | 82                                           | 356                                          | 280                                          |
| 2011                                         | 30                                           | 43                                           | 281                                          | 265                                          |
| 2021                                         | 10                                           | 30                                           | 156                                          | 251                                          |

## Lugares
Além da sede, fazem parte da freguesia os seguintes lugares: Ferrugende, Vilarinho, S. Domingos, Celeirós, Vilaranda, Ladário, Paranhos, Quintela, Barracão e Mosteiró de Cima.
No passado recente, Friões era uma das mais pequenas aldeias da freguesia, mas ao contrário da tendência geral em que quase todas perderam população, Friões tem crescido; tendo hoje mais habitantes e mais actividades económicas do que em 1960, ano em que teve inicio o processo de emigração em massa, não tendo Friões sido exceção. Actualmente possui 58 habitantes com uma idade média de cerca de 56 anos.
As aldeias de Friões são as seguintes:
| Raposa  | Friões           | 24  | 0.127 |
| Lobo    | Ferrugende       | 23  | 0.098 |
| Javali  | Vilarinho        | 20  | 0.08  |
| Lebre   | São Domingos     | 7   | 0.015 |
| Perdiz  | Celeirós         | 102 | 0.26  |
| Rola    | Vilaranda        | 15  | 0.071 |
| Corvo   | Ladário          | 13  | 0.127 |
| Corça   | Paranhos         | 61  | 0.20  |
| Esquilo | Quintela         | 121 | 0.51  |
| Cotovia | Barracão         | 10  | 0.02  |
| Falcão  | Mosteiró de Cima | 36  | 0.132 |

## Localização
Em termos de localização, Friões ocupa uma posição central em relação à freguesia. Ferrugende e Vilarinho fazem parte do aglomerado populacional, sendo Mosteiró de Cima e Barracão as mais afastadas, todas as outras aldeias se situam a uma distância compreendida entre 3 e 4 km. Friões dista 18 km da cidade de Chaves e 12 km de Valpaços.

## História
Friões era uma freguesia do concelho (atual município) de Chaves.
A 6 de novembro de 1836, a aldeia de Valpaços é elevada à categoria de sede de município e a 24 de outubro de 1853 a freguesia de Friões passa a integrar o concelho (atual município) de Valpaços.

## História das Freguesias
A paróquia não correspondia a um território, era uma comunidade de fiéis ligados a uma igreja.

### Dos Mouros ao Liberalismo
- 711 - Período de ocupação Muçulmana – as estruturas episcopais e paroquiais, foram objeto de um processo acelerado de desorganização.

- 1143 – Reconquista Cristã e Formação de Portugal – Assinala-se um desenvolvimento das paróquias. A construção de igrejas e a instituição de freguesias, resultam da expressa vontade das comunidades já municipalizadas.

- 1830 – Liberalismo  -  Iniciou-se um processo dinâmico de criação de juntas de paróquia, com funções de culto religioso, mas também com direito de administrarem os negócios de interesse local.

As suas funções eram as seguintes:
- Conservar e reparar as igrejas
- Receber e administrar rendimentos e esmolas
- Cuidar da conservação de fontes, poços, pontes, caminhos e baldios.
- Cuidar da saúde pública
- Vigiar as escolas Primárias

- 1835 – As paróquias passam a integrar a divisão administrativa do país.

- 1840 – Verifica-se um retrocesso, sendo as paróquias excluídas das funções administrativas por 27 anos.

### A reforma Administrativa
- 1867 – Reforma administrativa de Martens Ferrão – Criação da paróquia civil para gerir os interesses coletivos das populações e administração dos bens da igreja.

- 1878 – A paróquia civil passou a ser considerada autarquia local, mantendo-se ligada à igreja, da qual só se viria a afastar na Primeira República.

### República e Salazarismo
- 1910 – República – A paróquia civil recebe definitivamente a denominação de freguesia e os seus corpos administrativos, recebem a designação de Junta de Freguesia.

- 1926 – Regime Ditatorial – Verifica-se um retrocesso, em múltiplos aspetos, na vida das freguesias com grande perda de independência e autonomia. Neste período as juntas são eleitas por um colégio de chefes de família, mas podiam ser destituídos pelos Presidentes de Câmara, os quais não eram eleitos.

### Regime Democrático
- 1974 – Regime Democrático – as freguesias voltam, a estar integradas em pleno, na organização administrativa do Estado Português, adquirem autonomia e beneficiam da descentralização da Administração Pública.

- 1976 – A Constituição atribui às freguesias os seguintes preceitos basilares:
- Orgãos executivos eleitos pelos cidadãos
- Finanças e Património
- Prática de atos definitivos e executórios
- Constituição de quadros de pessoal e sua gestão

No entanto, os escassos meios financeiros, obrigam as freguesias a actuar em articulação com os municípios.
Existem atualmente 3 tipos de freguesias: Freguesias rurais como Friões, freguesias sede de município, como a freguesia de Valpaços, e freguesias de grandes cidades, como a freguesia de Santa Maria Maior em Chaves.

## Paróquia
A paróquia de Friões, que pertence à diocese de Vila Real, coincide exatamente com os limites geográficos da freguesia. A Igreja de São Pedro, situada no ponto mais alto da aldeia é uma das mais belas da região, sendo de realçar a sumptuosa talha dourada da capela-mor.
Os últimos Padres foram:
- Padre Francisco, até 1947 (Natural de Curros-Valpaços)
- Padre Flávio Sena Morais, de 1947 a 1959 (Travancas-Chaves)
- Padre José Pires, de 1959 a Maio de 2008 (Souto Velho-Chaves)
- Padre Ricardo Pinto, Maio de 2008 a Setembro de 2010 (S.Martinho de Anta-Vila Real)
- Padre José Carlos Reigada, Setembro de 2010 a Outubro de 2012 (Roriz-Chaves)

A Administração da paróquia, possui um plano de restauração da Igreja e das áreas envolventes, distribuido por 5 fases
1.Primeira Fase - Garantir a Segurança e retardar o processo de degradação, obras de construção civil
2.Segunda Fase - Restauração do Altar-Mor, Caixotões da Capela-mor, Arco triunfal, Altares e Santos
3.Terceira fase - Construção da Alameda de S. Pedro entre o Largo de Friões e a Igreja
Em julho de 2012 as fases 1, 2, e 3 estavam concluidas e custaram 183000 € (excluindo a alameda cujas obras foram pagas pela CMV, sendo o terreno doado pela Igreja, por decisão do Conselho Económico Paroquial.

## Património
Aqui existe uma majestática capela de estilo barroco, invocando Nossa Senhora da Conceição, conhecida por Capela de Nossa Senhora da Fonte pelo facto de na parte frontal do adro se situar uma artística e belíssima fonte, infelizmente seca, em virtude de a sua água ter sido desviada nos anos setenta para fins agrícolas, num terreno situado a montante.
Esta capela é circundada por um adro retângular, com dois belíssimos portais de acesso, no interior do qual existe um jardim, denominado Jardim da imaculada.
- Igreja Matriz (S. Pedro)
- Capela de N.S. da Conceição
- Casa Paroquial
- Casa dos Frades
- Fonte de Nossa Senhora
- Fonte da Seara

## Equipamentos
Friões está dotada de modernos equipamentos sociais, dos quais se destacam um lar para a população sénior, um centro médico, uma farmácia, um movimentado café, além de uma moderna casa mortuária e um amplo cemitério, a necessitar de cuidados urgentes. Junto ao santuário da senhora da Fonte encontra-se em desenvolvimento uma ampla área de Laser. As ruas são amplas, bonitas e asseadas.

## Atividade Económica
A actividade económica principal é a agricultura (castanhas, batatas, centeio e frutas) e criação de gado (bovino e ovino).

### Empresas
A nível da freguesia existem empresas nas seguintes áreas de atividade:
- Construção cívil
- Indústria alimentar
- Turismo (hotelaria)
- Comércio de combustíveis
- Fúnebre
- Restauração
- Agricultura
- Serrelharia
- Granitos

## Fauna
Na freguesia de Friões podem encontrar-se muitas espécies de Batráquios, répteis, aves e mamíferos. Entre os batráquios destacam-se o sapo, a rã, a salamandra e a raineta; dos répteis encontram-se com facilidade lagartos e várias espécies de cobras. A classe mais abundante de entre os vertebrados é as das aves, das quais se destacam a andorinha, o pardal, a cotovia, o estorninho, o pintassilgo, o rouxinol, o melro, o tordo, a rola, a codorniz, a perdiz, o pato bravo, o mocho, a coruja, o cuco, o corvo, o milhafre e o falcão.
Os mamíferos selvagens mais importantes são o lobo, que não se avista há vários anos, o javali, a doninha, o esquilo, o ouriço cacheiro, o corso, o texugo e a raposa.

## Galeria Fotográfica

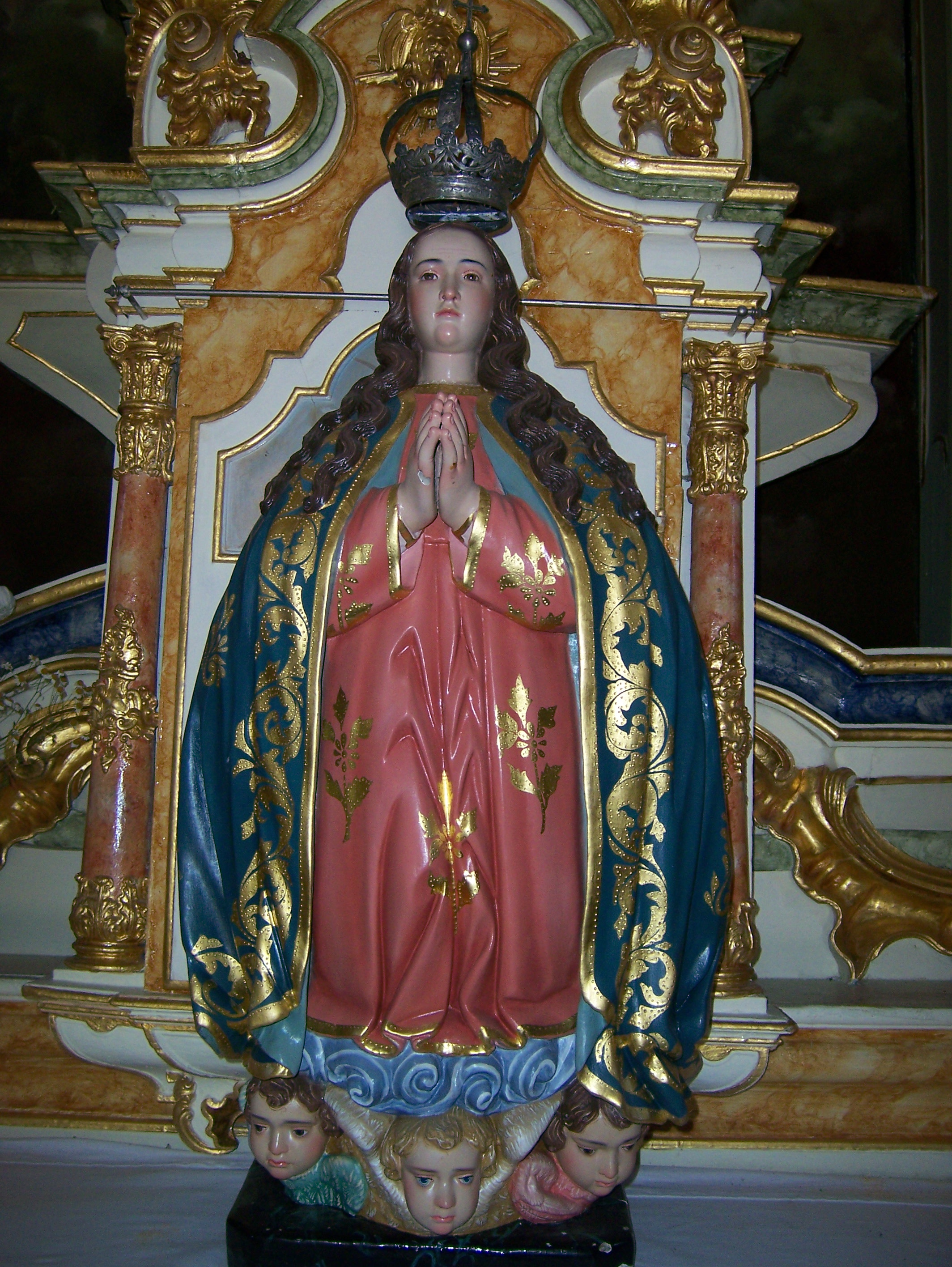
N.S.da Conceição
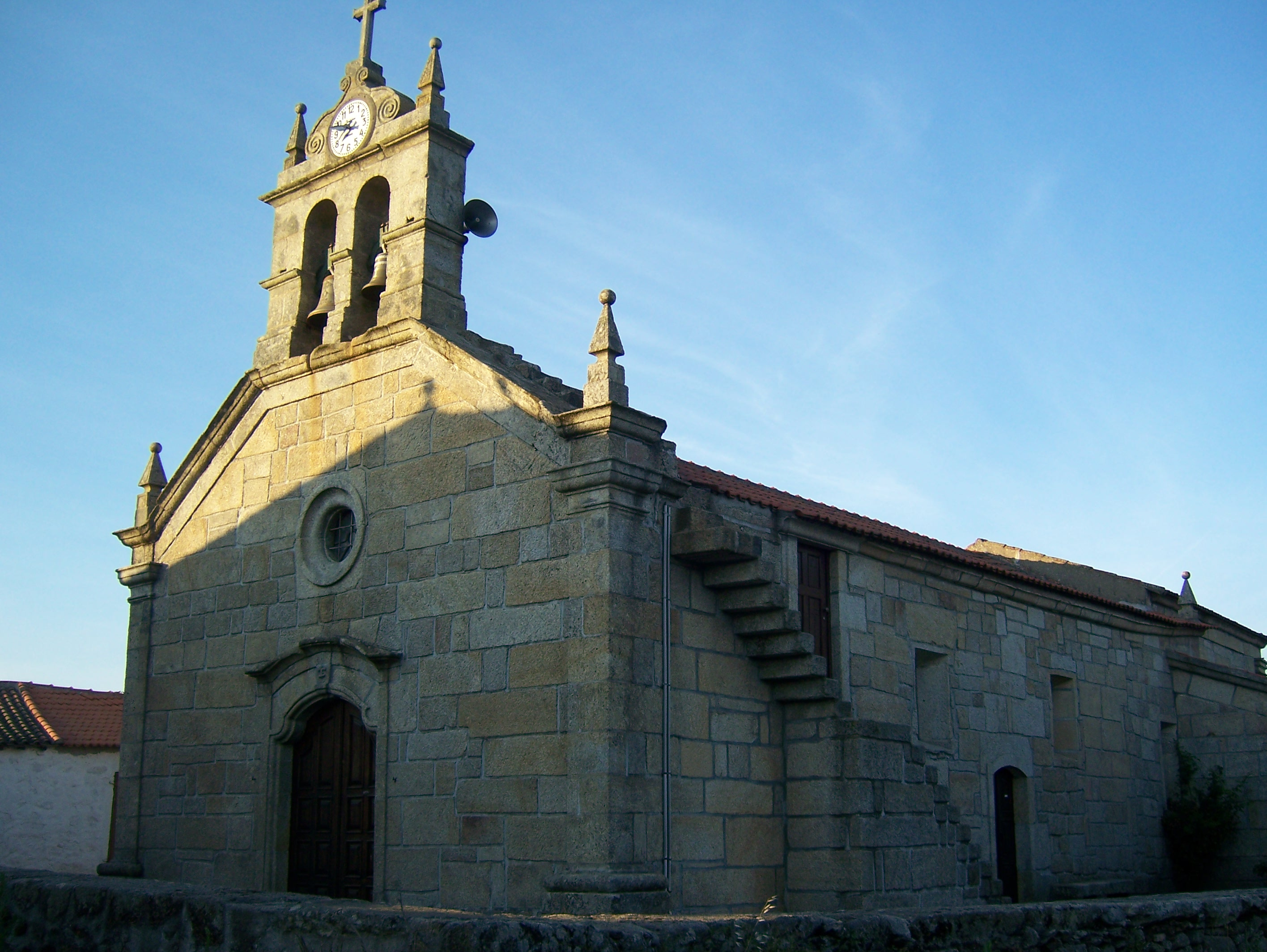
Igreja de S.Pedro
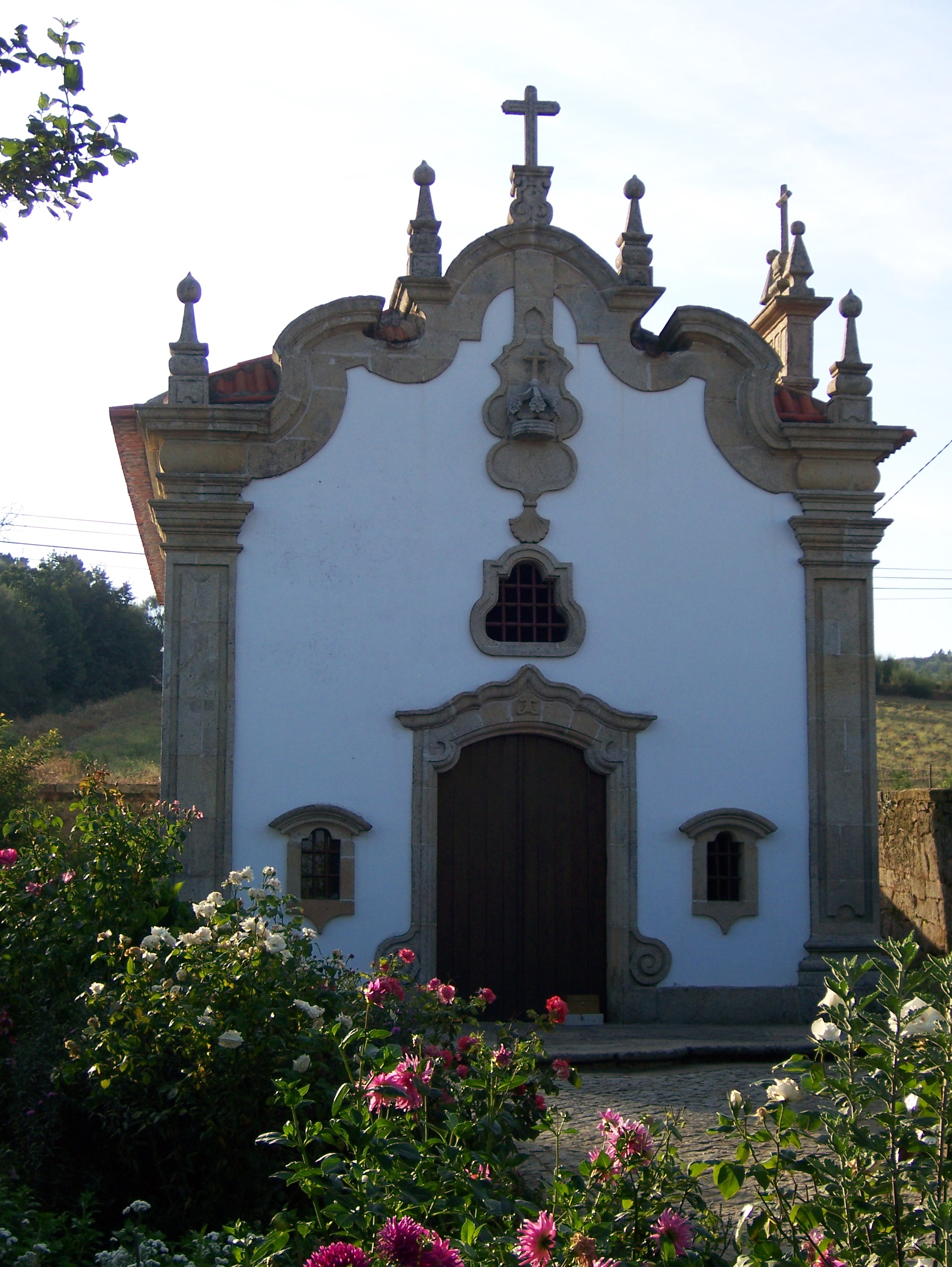
Capela de N.S.da Fonte
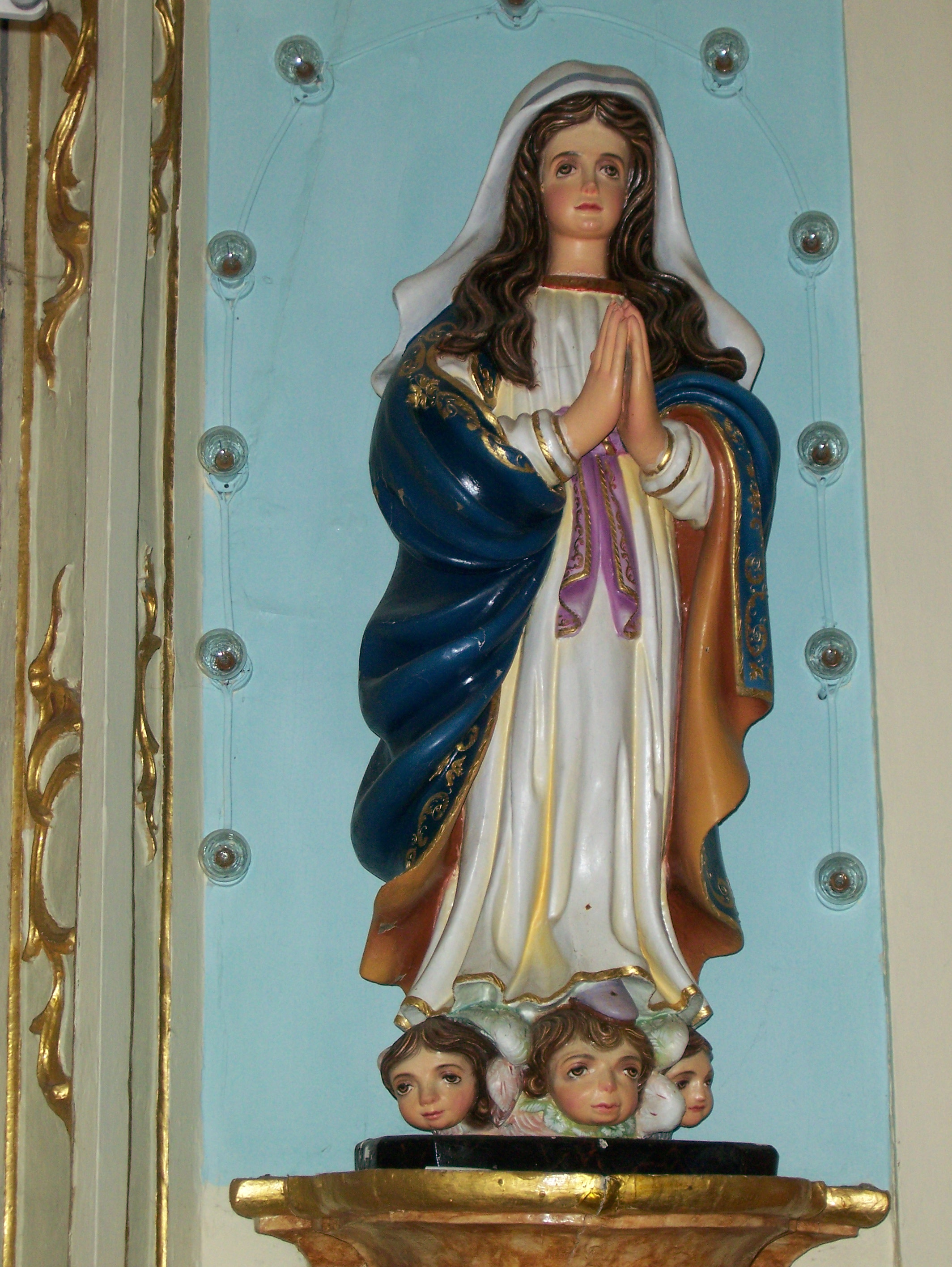
Imaculada Conceição
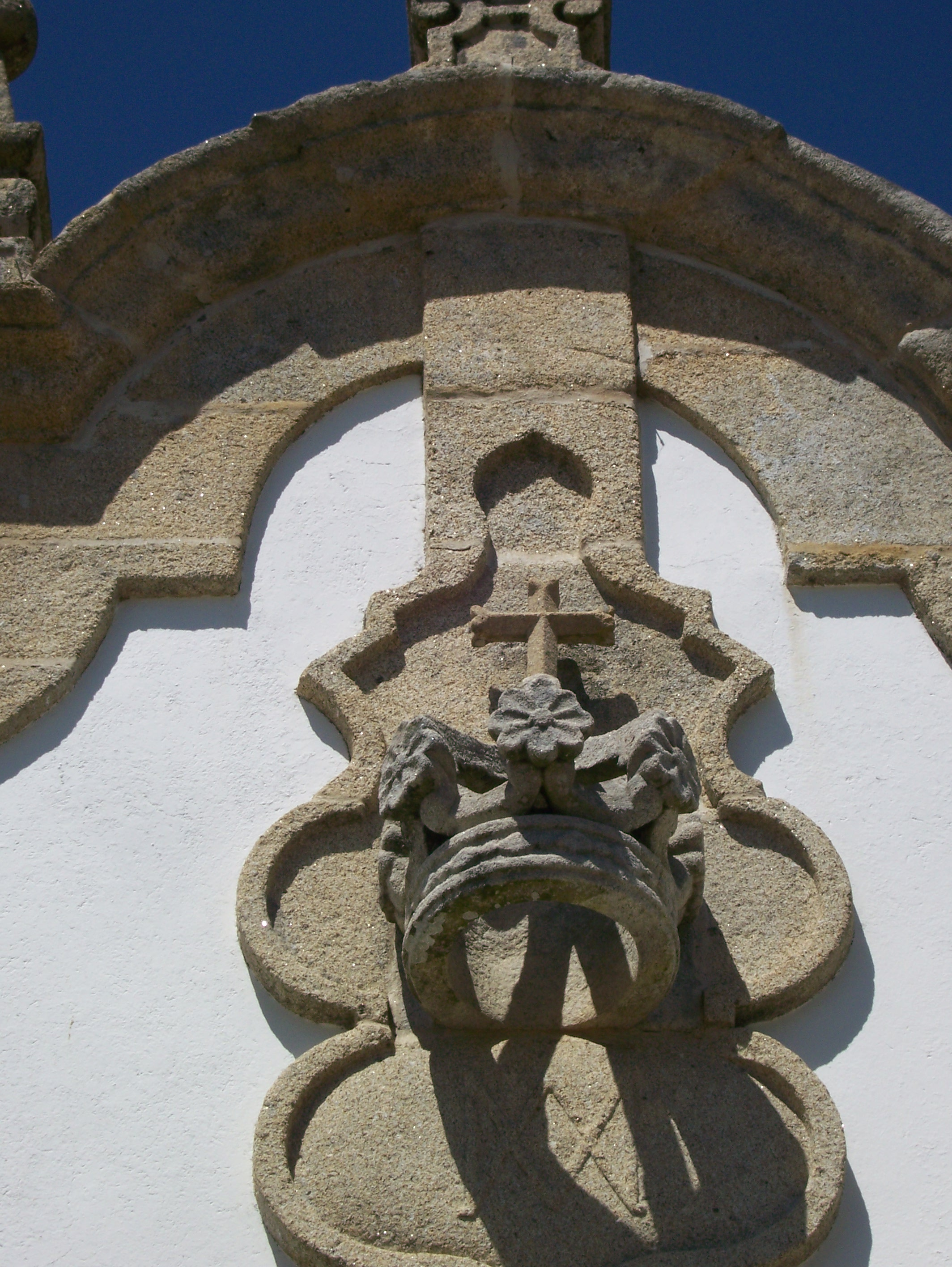
Coroa dos Duques de Bragança
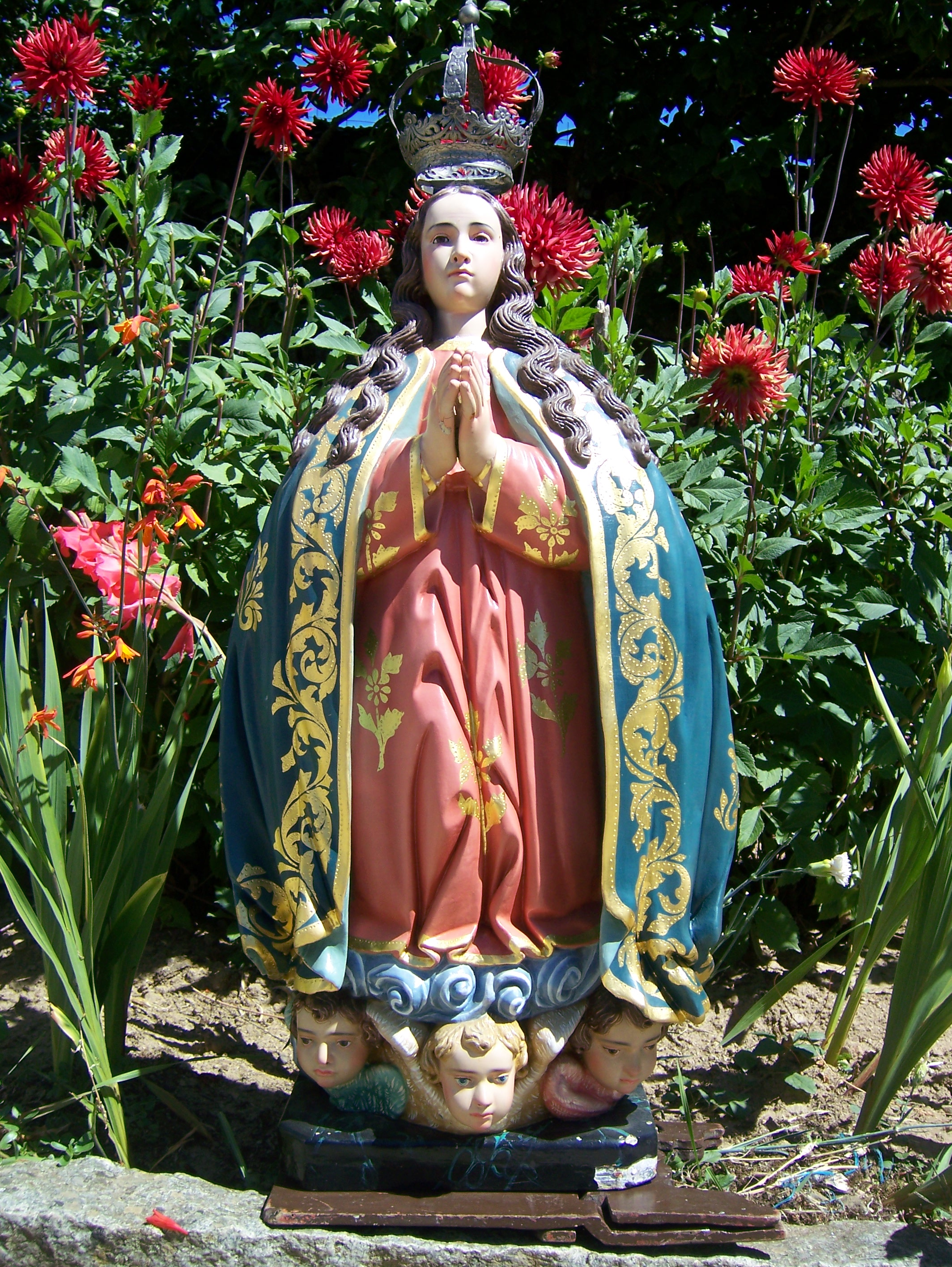
Jardim da Imaculada
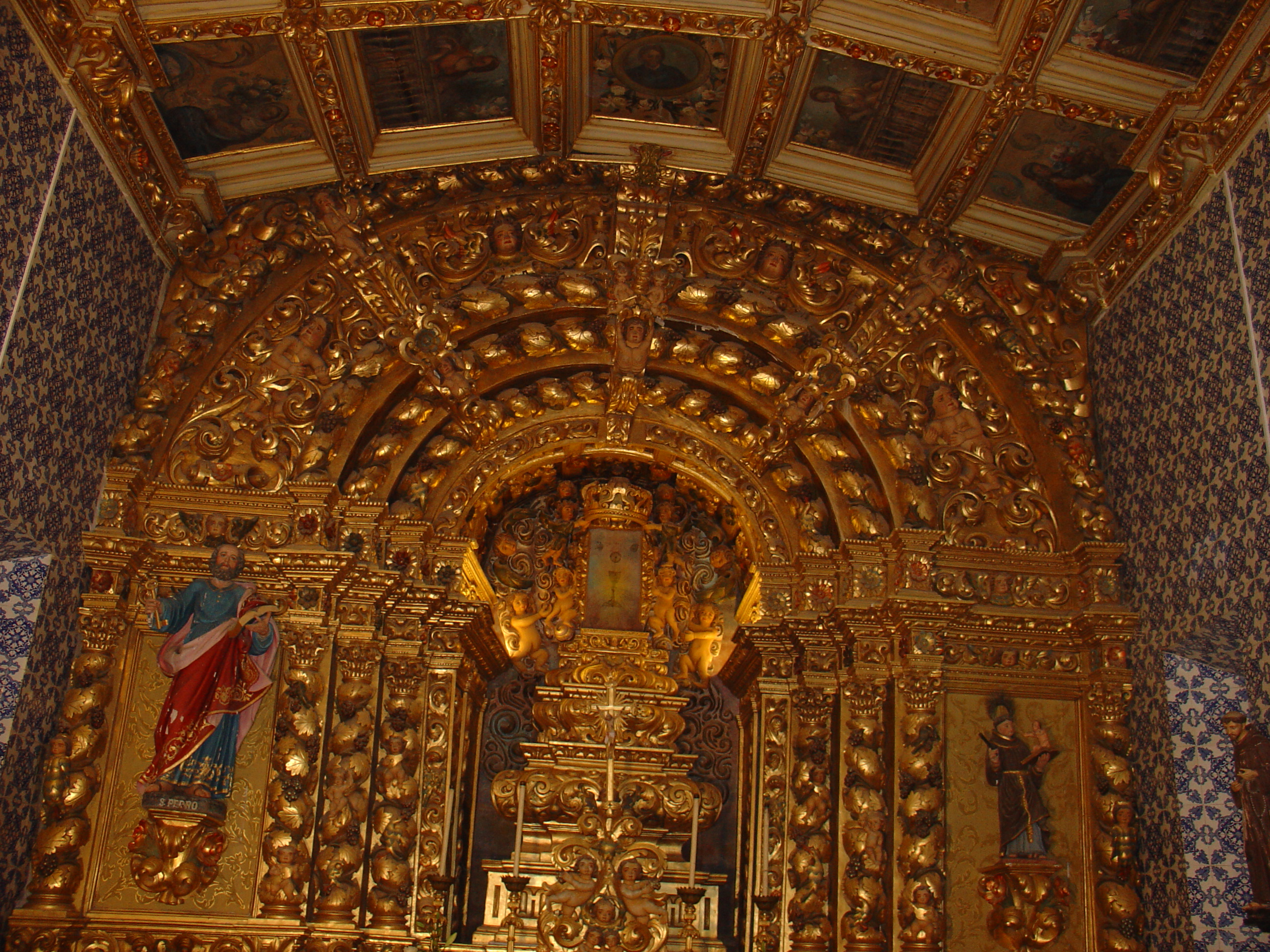
Altar de S. Pedro
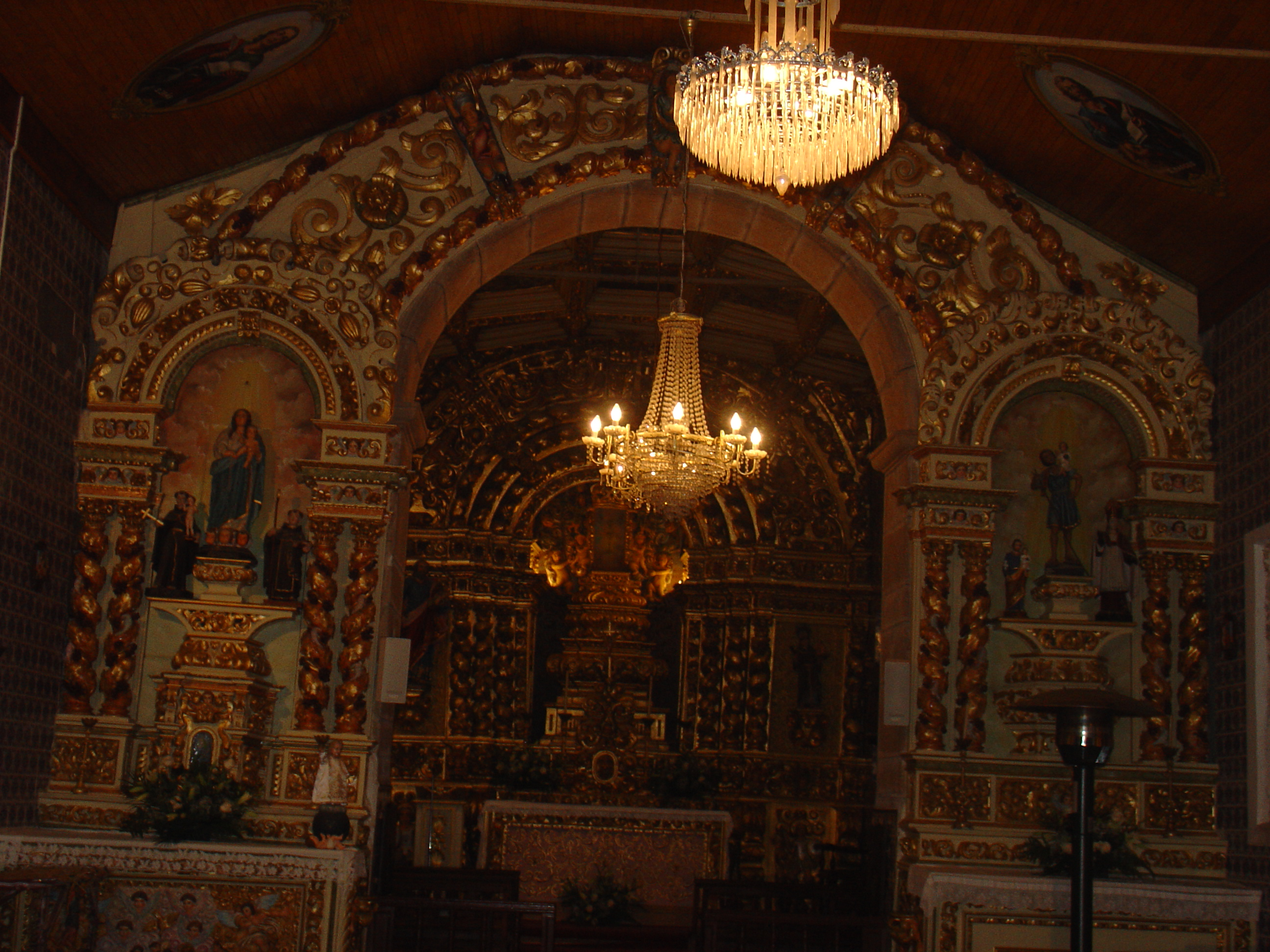
Arco Triunfal
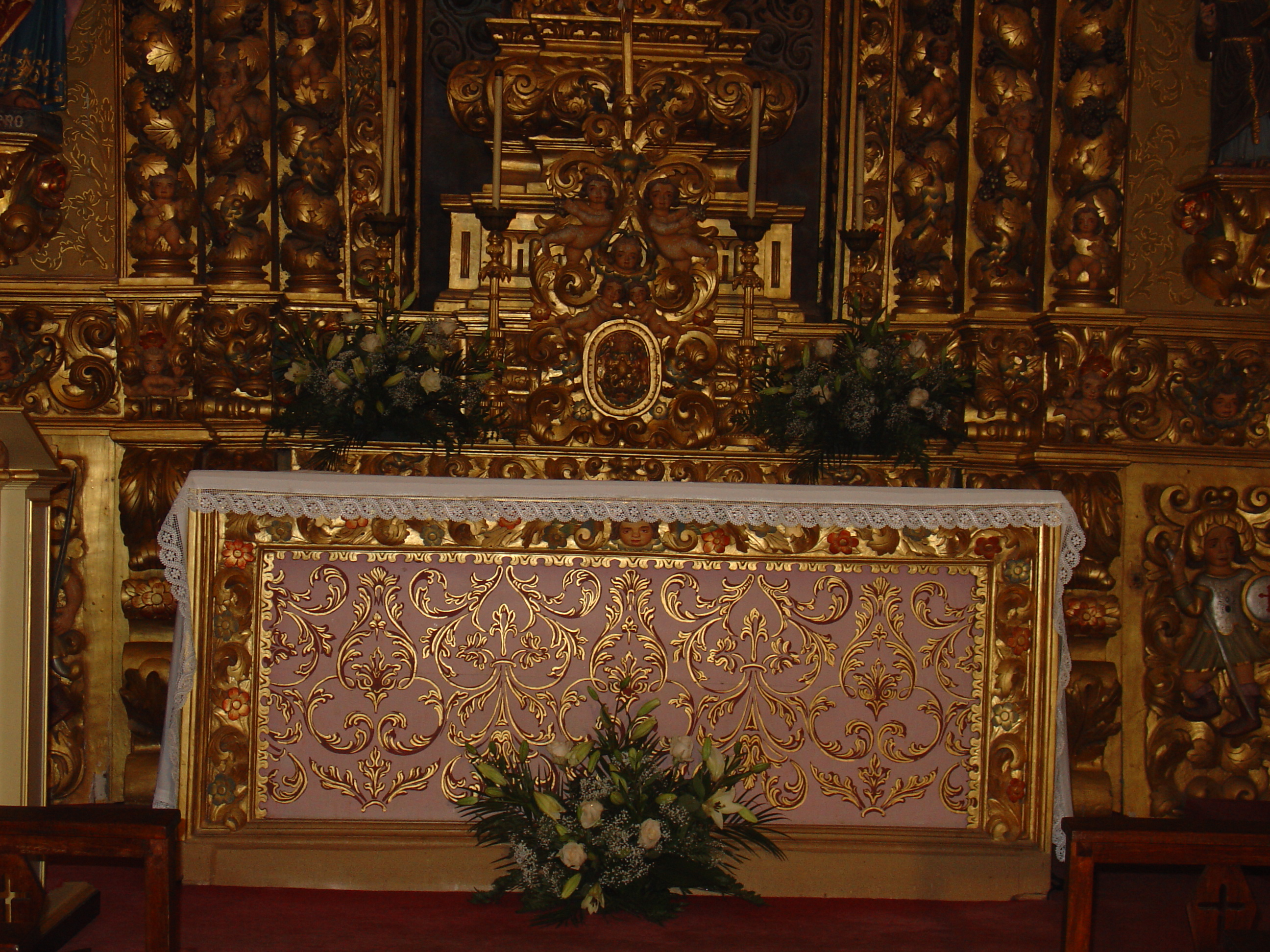
Altar de S. Pedro (base)
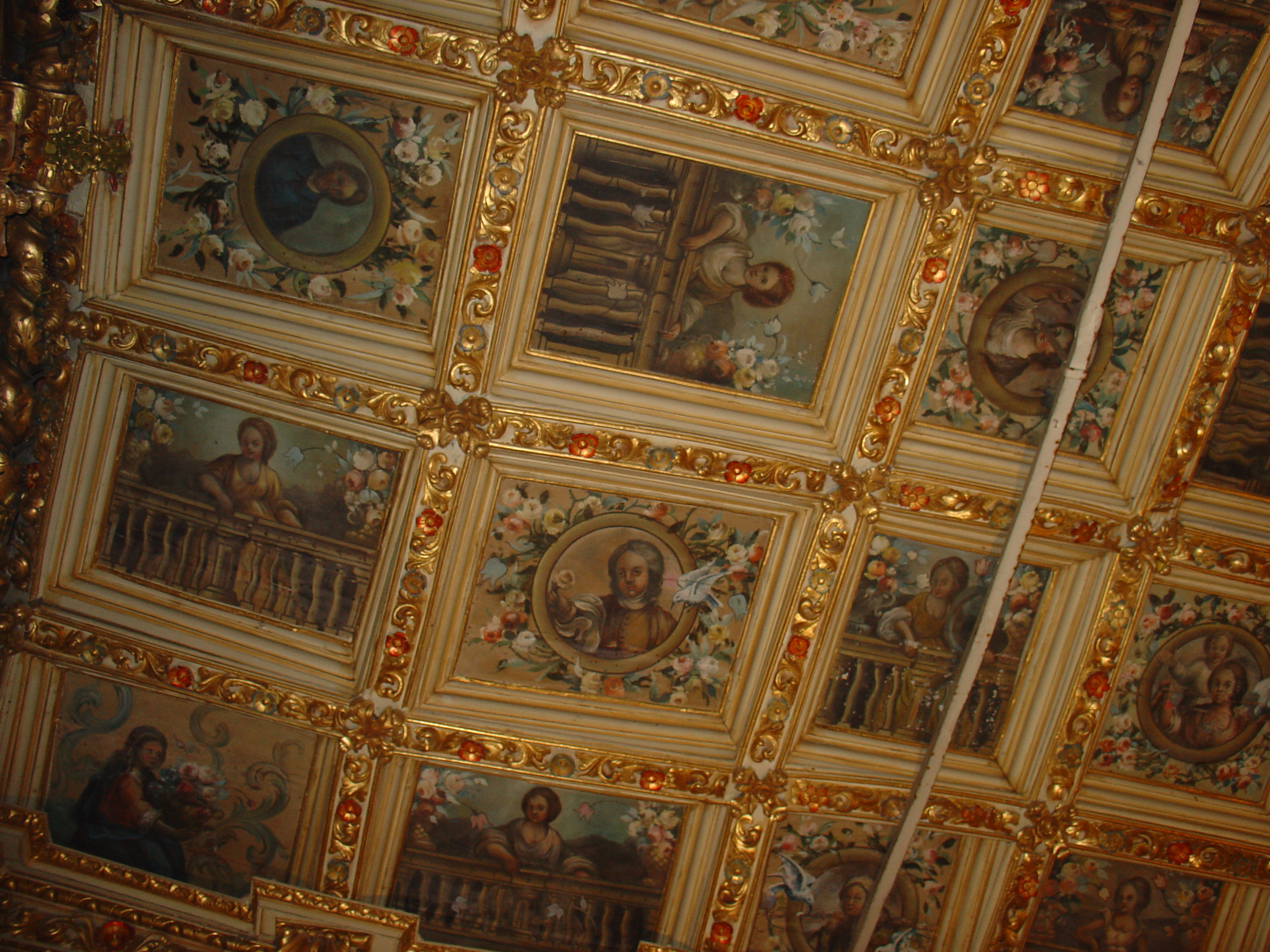
Caixotões da Capela Mor
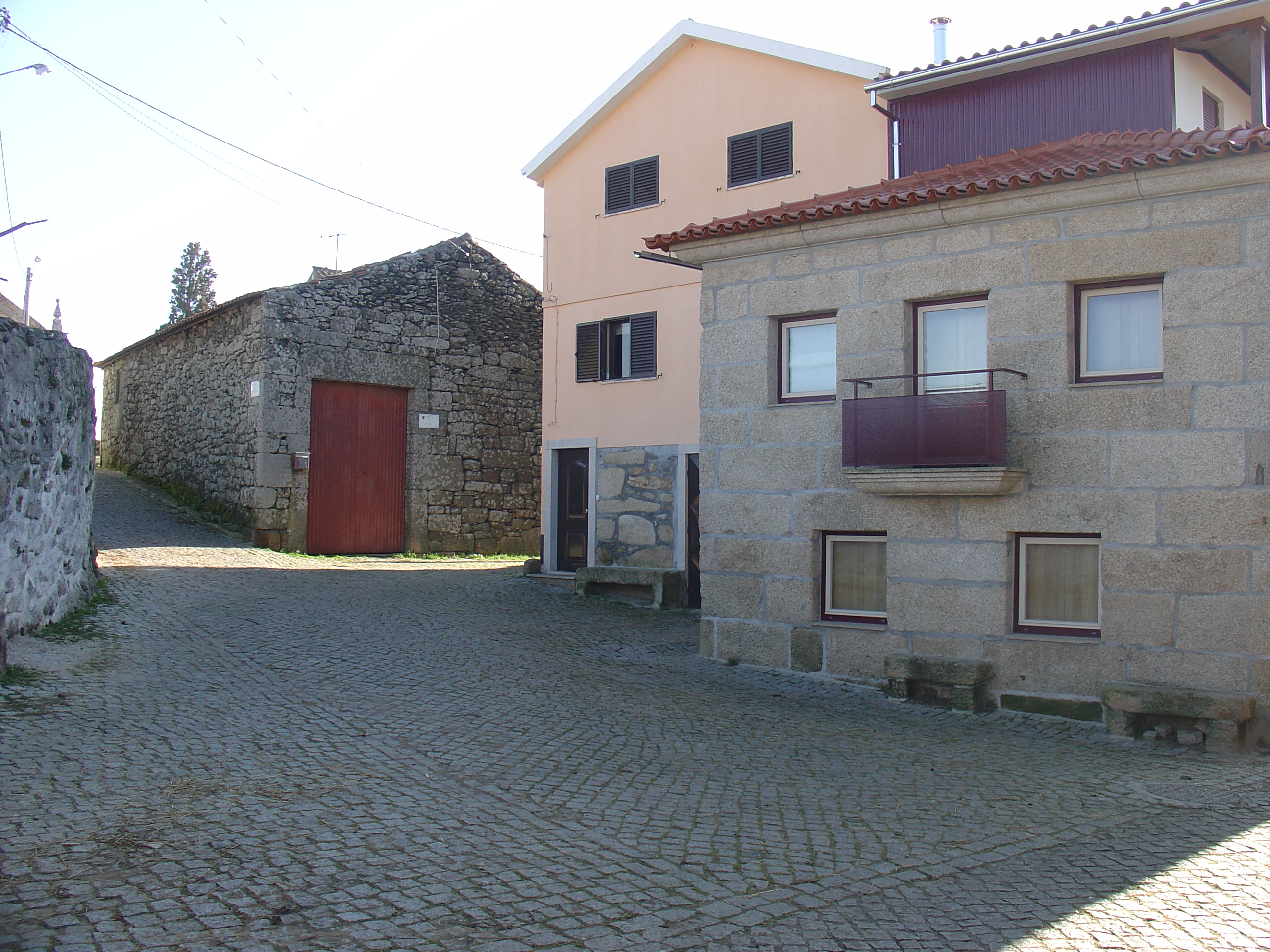
Centro de Friões
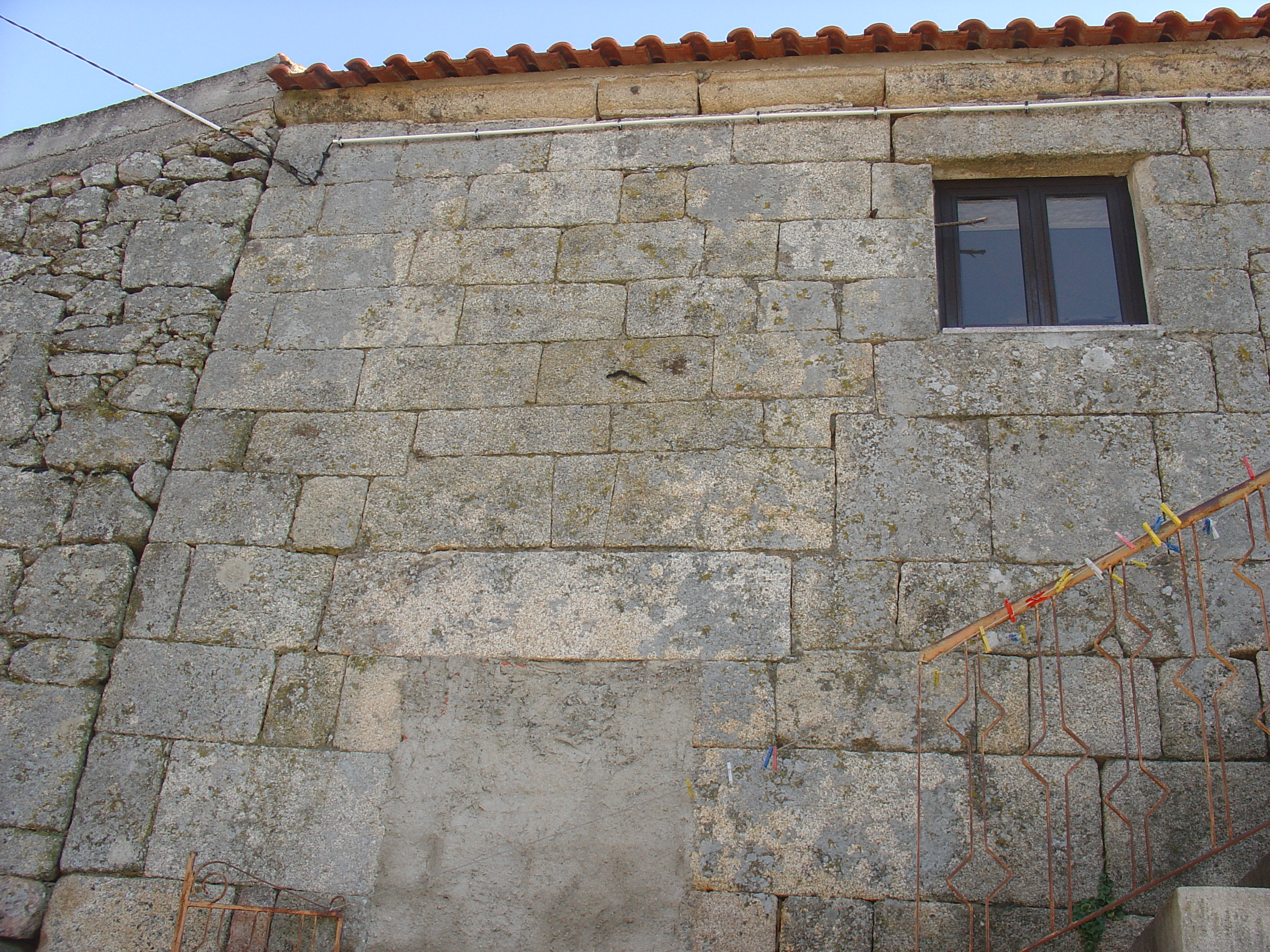
Casa dos Frades
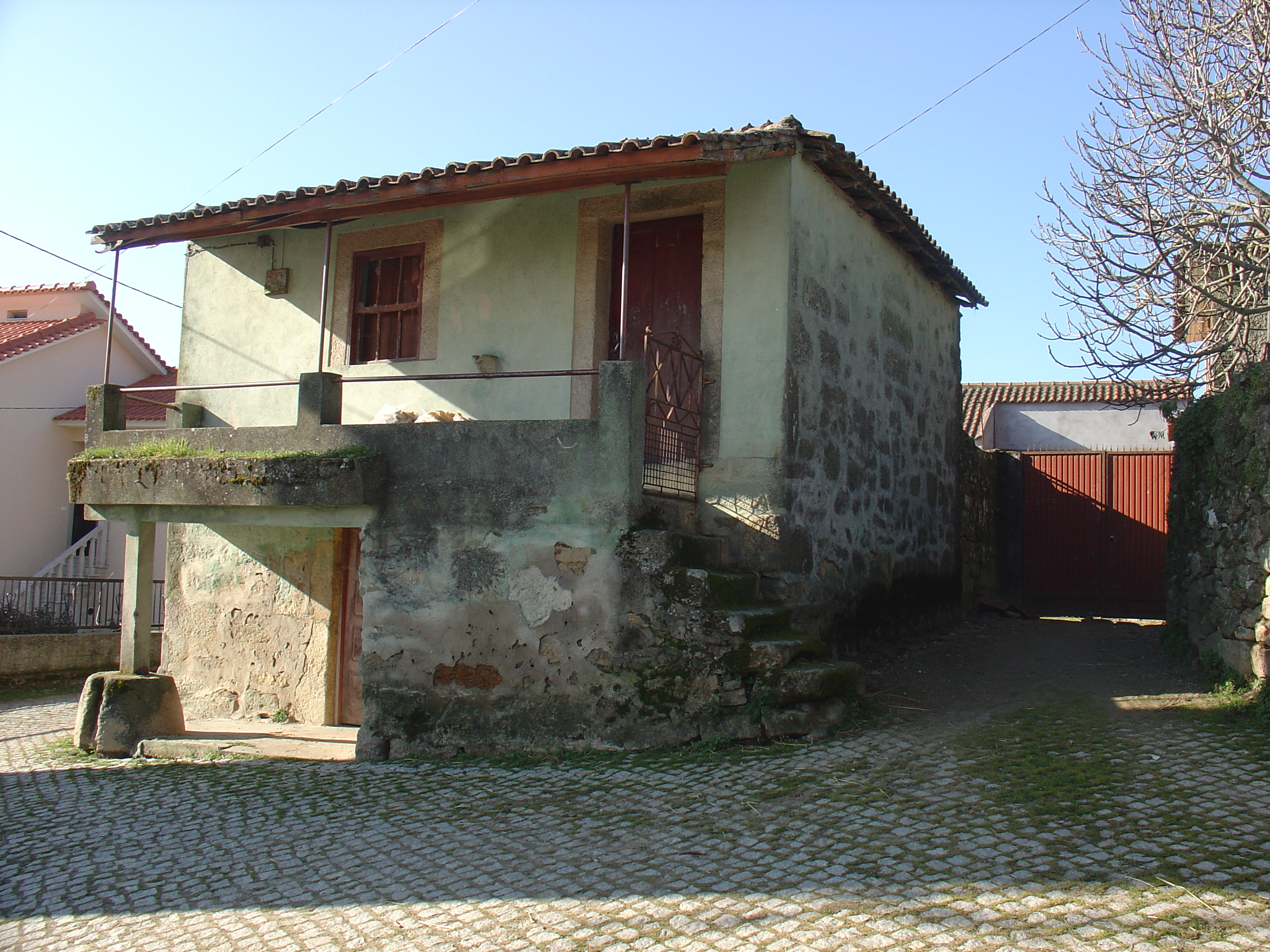
A primeira escola
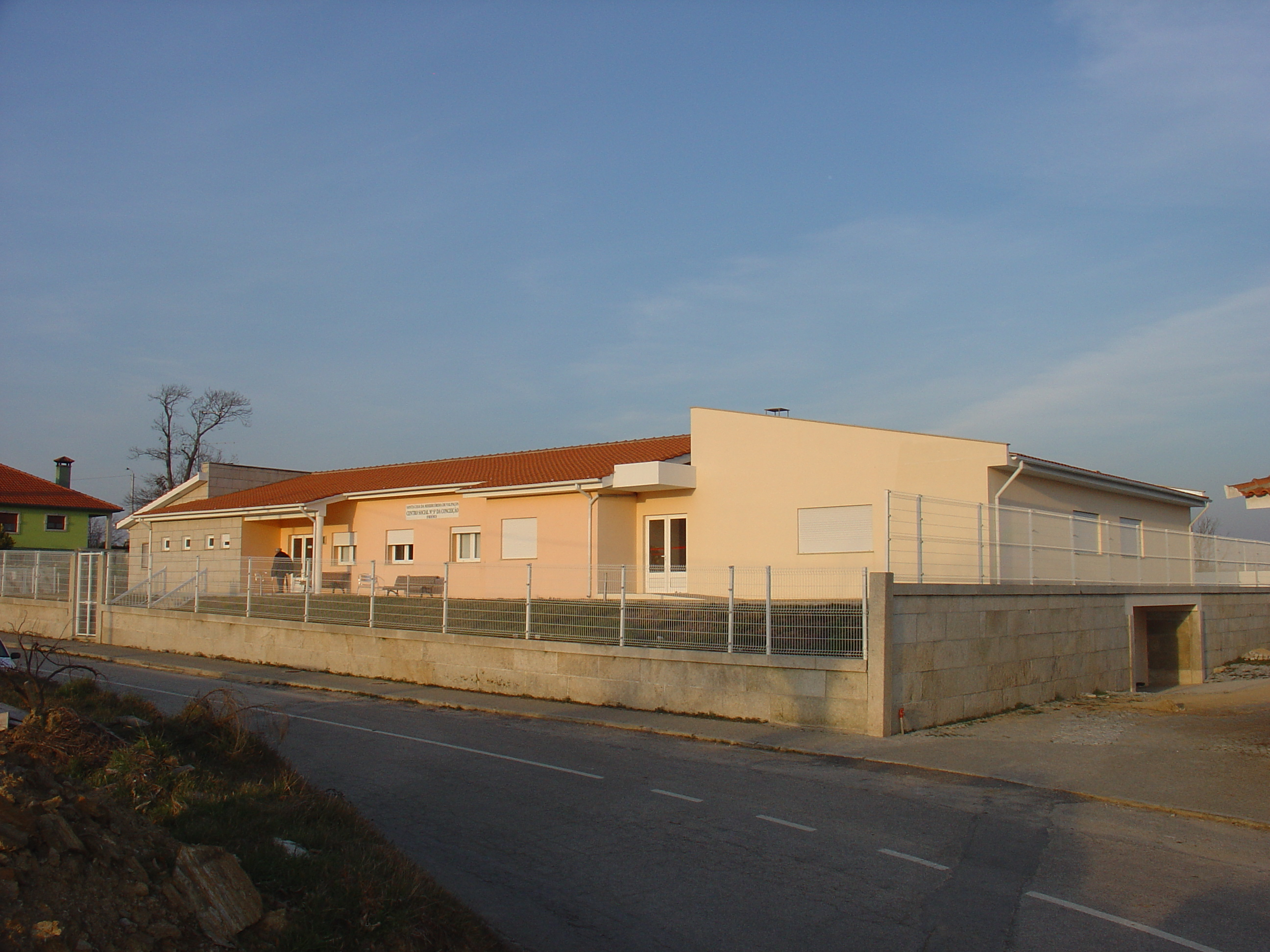
Lar Senior
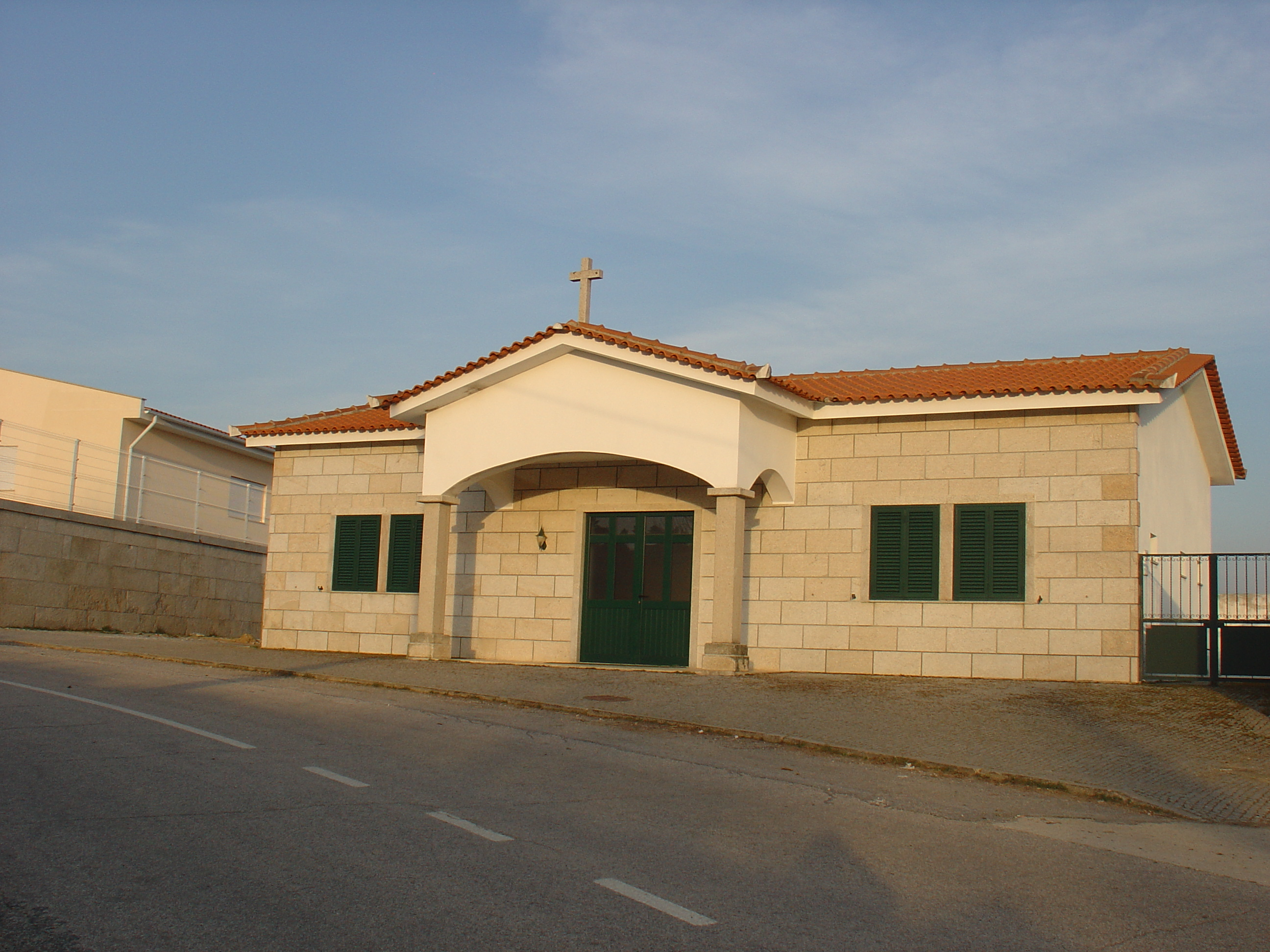
Casa Funerária
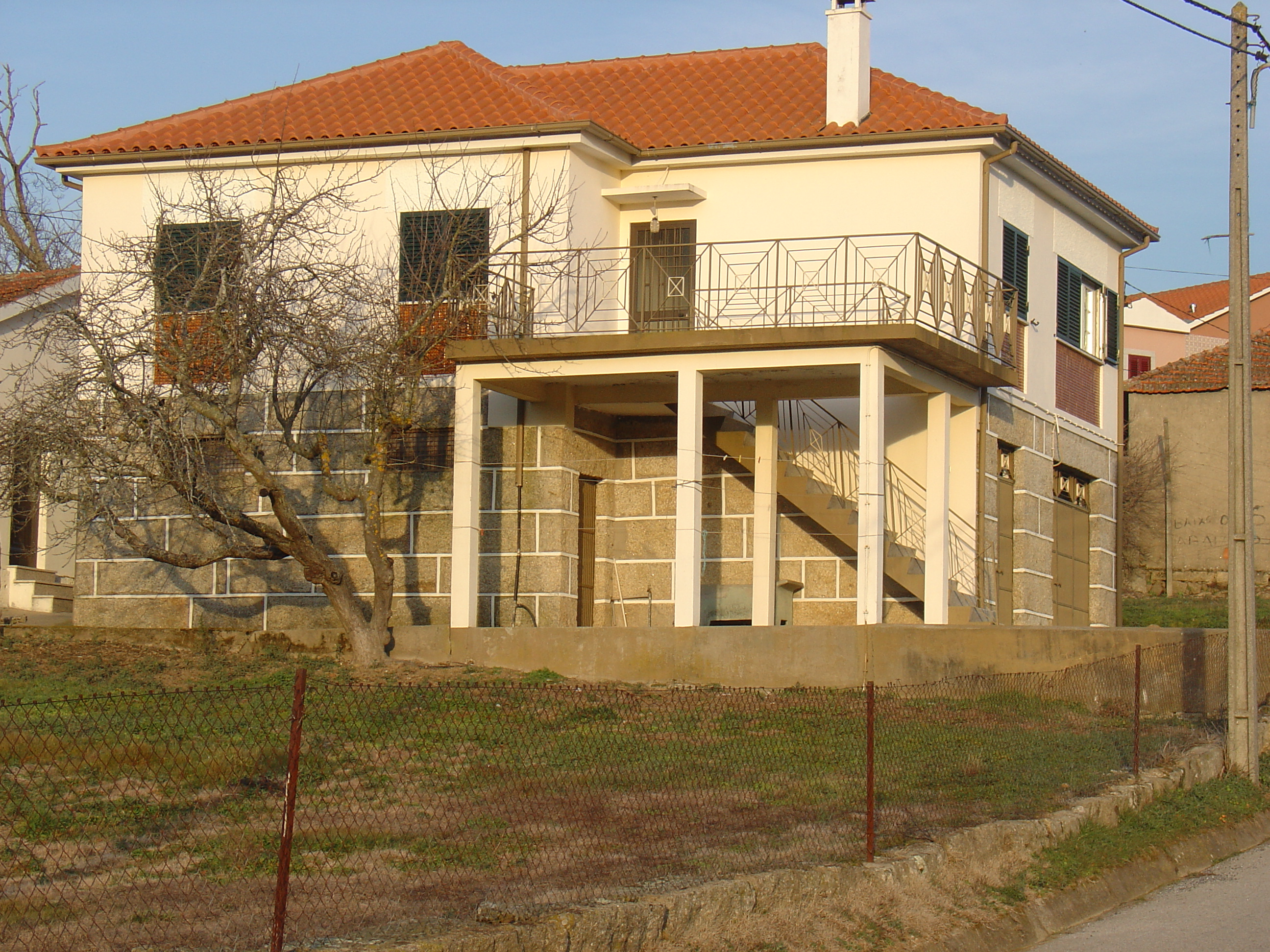
Casa Branca
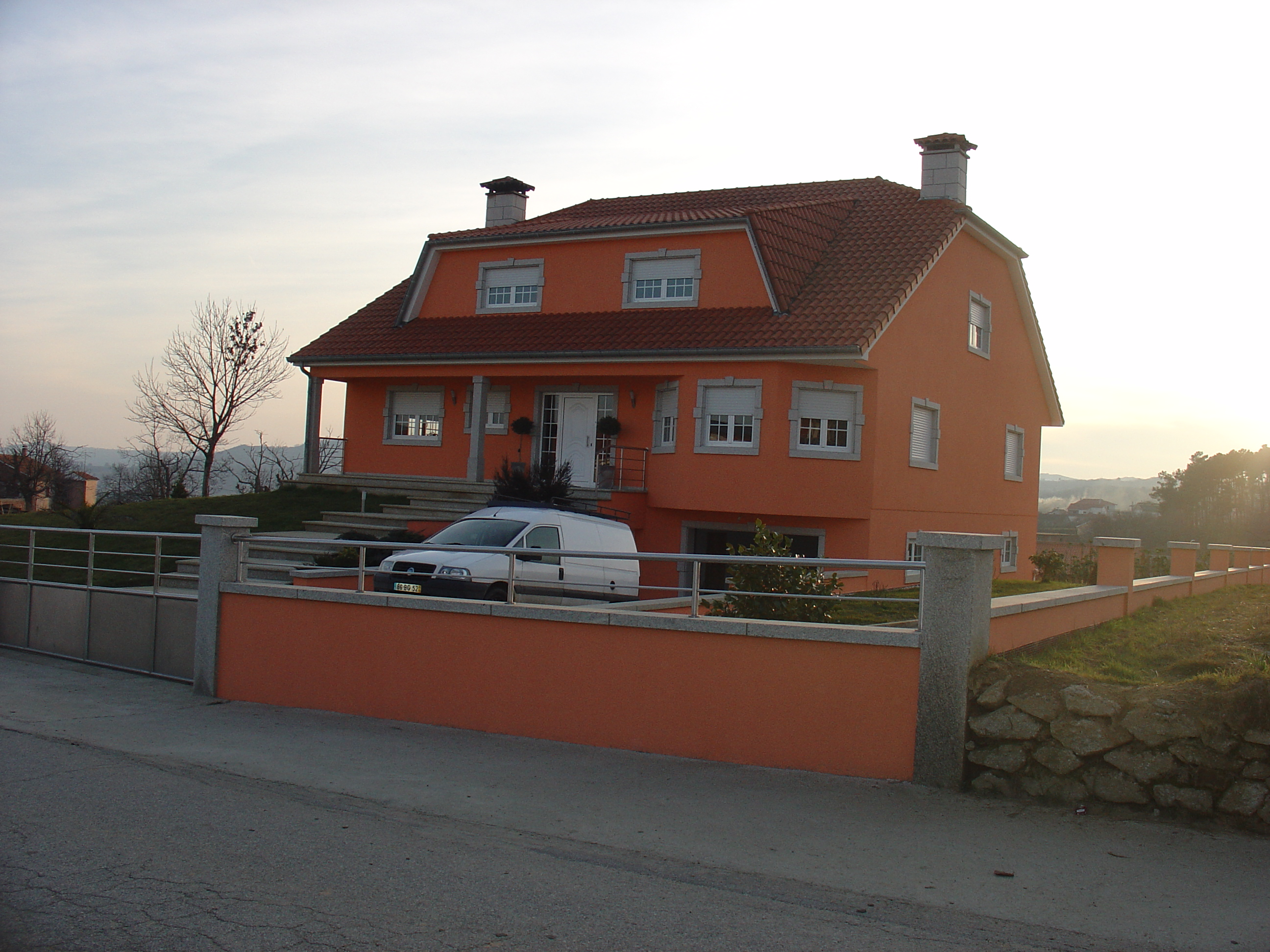
Casa Laranja
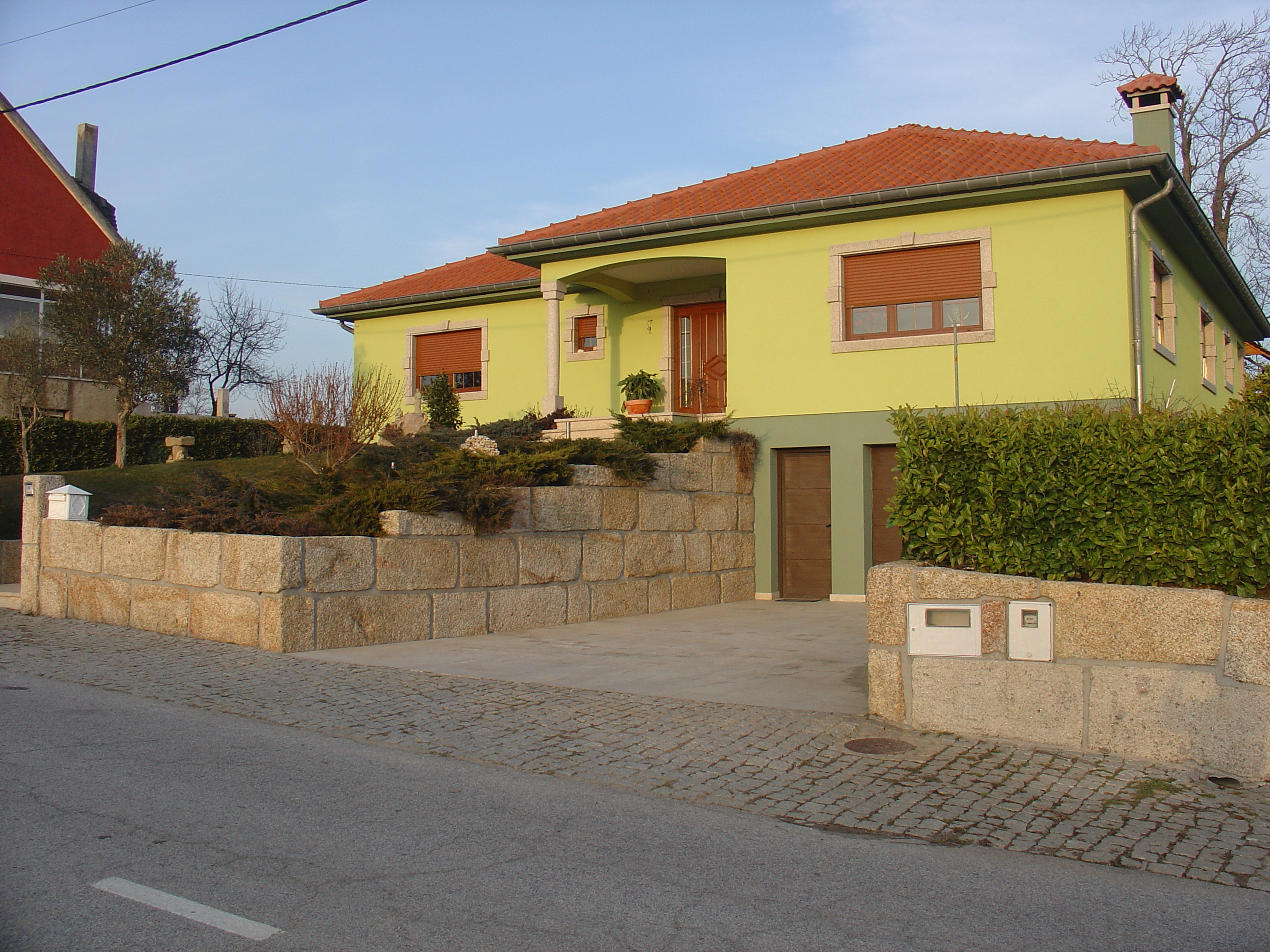
Casa Verde
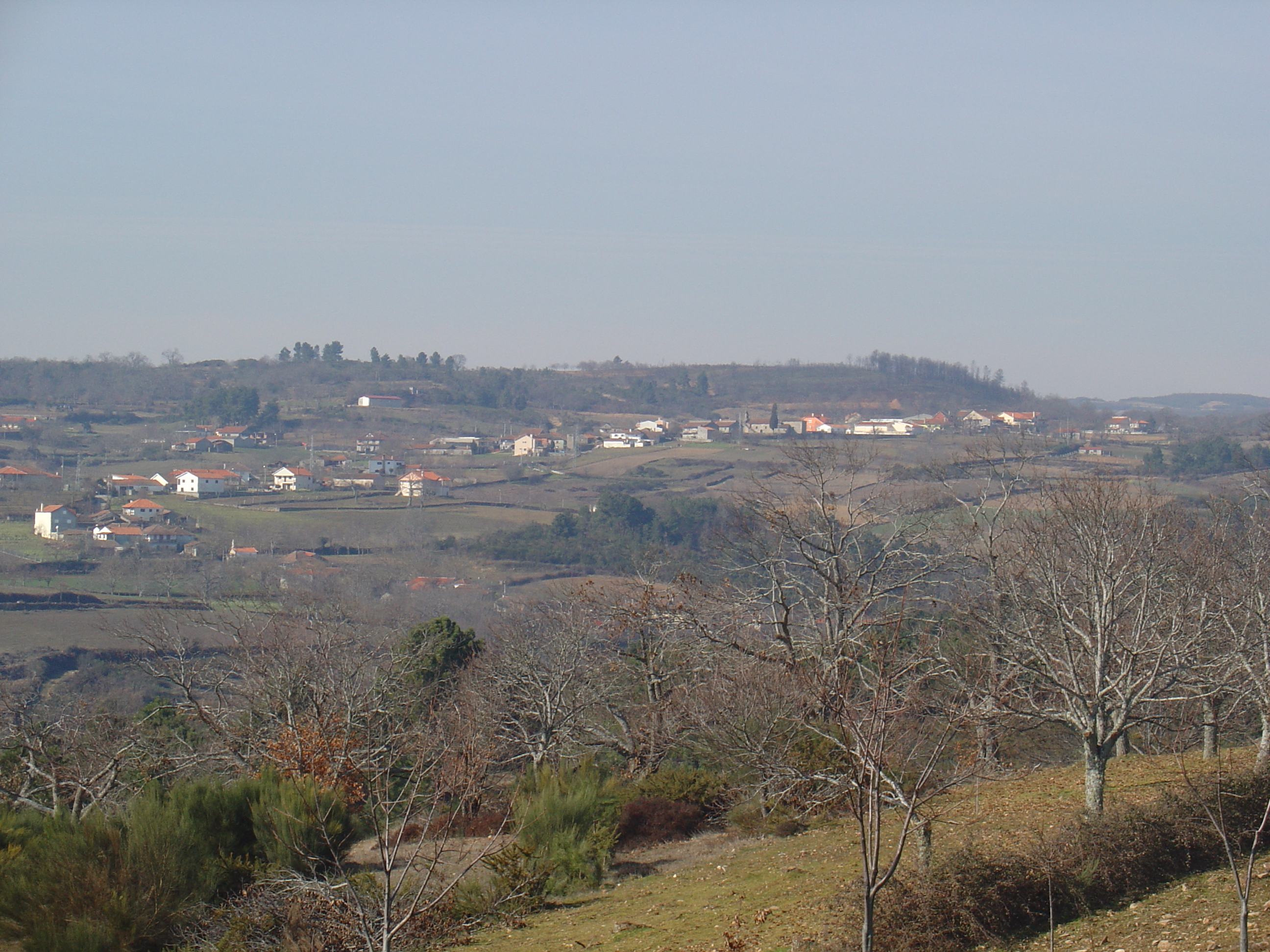
Friões e Vilarinho